# پیتر وینگارد
پیتر وینگارد (انگلیسی: Peter Wyngarde؛ زادهٔ ۲۳ اوت ۱۹۲۸-درگذشته ۱۵ ژانویهٔ ۲۰۱۸) هنرپیشه زادهٔ فرانسه با اصالت انگلیسی است.
از فیلم‌هایی که وی در آن نقش داشته است، می‌توان به اسکندر کبیر، فلش گوردون، محاصره خیابان سیدنی و بی‌گناهان اشاره کرد.